# به من اعتماد کن
به من اعتماد کن (انگلیسی: Trust Me) فیلمی در ژانر کمدی به کارگردانی کلارک گرگ است که در سال ۲۰۱۳ منتشر شد.